# Stolna župnija Ljubljana – Sv. Nikolaj
Stolna župnija Ljubljana – Sv. Nikolaj je rimskokatoliška teritorialna župnija Dekanije Ljubljana - Center Nadškofije Ljubljana.
Župnijska in hkrati stolna cerkev je stolnica sv. Nikolaja.